# سیریوس ۲
ماهواره سیریوس ۲ (به انگلیسی: Astra 5A) از سال ۱۹۹۷ تا ۲۰۰۸ در مدار ۵ درجه شرقی قرار داشت. در سال ۲۰۰۸ به مدار ۳۱/۵ درجه شرقی منتقل شد. این ماهواره در سال ۲۰۰۹ به مأموریت خود پایان داد.

## پرتاب
این ماهواره در تاریخ ۱۹۹۷/۱۱/۱۲ توسط موشک Ariane V۱۰۲ در مدار قرارگرفت. که در اواخر سال ۱۳۹۲ تغییر کندینگ دادند و بعد از مدتی از ماهواره سایروس قطع شدند.